# Большое Тоенато
Большое Тоин-ты, Тоинда, Большое Тоенато или Большое Тоинто — озеро в Ненецком автономном округе Архангельской области России, является крупнейшим озером Югорского полуострова. Отток из озера осуществляется через реку Тоинтосе (Тоин-Ты) из водной системы реки Большой Ою, которая впадает в среднюю часть пролива Югорский Шар. Официально озеро принадлежит бассейну Баренцева моря. Площадь поверхности озера — 18,1 км². Площадь водосборного бассейна — 200 км².
Ближайшим населённым пунктом является посёлок Амдерма в 12 км, с 1976 года вода озера используется для водоснабжения поселка по трубопроводу длиной 18 км.